# Bianor (genre)
Pour les articles homonymes, voir Bianor.
Genre
Synonymes
- Scythropa Keyserling, 1883 nec Hope, 1838
- Stichius Thorell, 1890

Bianor est un genre d'araignées aranéomorphes de la famille des Salticidae.

## Distribution
Les espèces de ce genre se rencontrent en Afrique, en Asie, en Europe, en Océanie et en Amérique du Sud.

## Liste des espèces
Selon World Spider Catalog (version 21.0, 08/04/2020) :
- Bianor albobimaculatus (Lucas, 1846)
- Bianor angulosus (Karsch, 1879)
- Bianor balius Thorell, 1890
- Bianor biguttatus Wesolowska & van Harten, 2002
- Bianor biocellosus Simon, 1902
- Bianor compactus (Urquhart, 1885)
- Bianor concolor (Keyserling, 1882)
- Bianor diversipes Simon, 1901
- Bianor eximius Wesolowska & Haddad, 2009
- Bianor fasciatus Mello-Leitão, 1922
- Bianor hongkong Song, Xie, Zhu & Wu, 1997
- Bianor kovaczi Logunov, 2001
- Bianor maculatus (Keyserling, 1883)
- Bianor monster Zabka, 1985
- Bianor murphyi Logunov, 2001
- Bianor narmadaensis (Tikader, 1975)
- Bianor nexilis Jastrzebski, 2007
- Bianor pashanensis (Tikader, 1975)
- Bianor paulyi Logunov, 2009
- Bianor pseudomaculatus Logunov, 2001
- Bianor punjabicus Logunov, 2001
- Bianor quadrimaculatus (Lawrence, 1927)
- Bianor senegalensis Logunov, 2001
- Bianor simplex (Blackwall, 1865)
- Bianor tortus Jastrzebski, 2007
- Bianor vitiensis Berry, Beatty & Prószyński, 1996
- Bianor wunderlichi Logunov, 2001

## Publications originales
- Peckham & Peckham, 1886 : Genera of the family Attidae: with a partial synonymy. Transactions of the Wisconsin Academy of Sciences, Arts, and Letters, vol. 6, p. 255-342 (texte intégral).
- Keyserling, 1883 : Die Arachniden Australiens. Nürnberg, vol. 1, p. 1421-1489 (texte intégral).